# マーク・ピルグリム
マーク・ピルグリム（英: Mark Pilgrim、1972年11月24日 - ）はソフトウェア開発者、作家、自由ソフトウェア支持者である。人気のブログを運営し、『Dive into Python』を含む複数の書籍を執筆した。同書はPythonのガイドであり、GNU Free Documentation Licenseの下で公開されている。かつてはIBMの新興技術グループにおいてアクセシビリティ・アーキテクトを務めていたが、2007年3月にGoogleでの勤務を開始した。2018年にはBraveに移籍した。

## 生い立ち
1992年、コーネル大学の2年生であり、同大学の情報技術部門（CIT）のパートタイム職員であったピルグリムは、学生のデビッド・ブルメンタールと共に、コンピュータウイルスMBDFを3つのゲームに埋め込んだ。同年2月、ピルグリム、ブルメンタール、ランドール・ジョンソン、エリック・ソーロスは、コーネル大学アップソン・ホールのコンピュータラボからそのゲームをスタンフォード大学の公開サーバにアップロードした。4人はブルメンタールが作成した偽のメインフレームアカウントを使用していた。当時ブルメンタールもCIT職員であった。このウイルスにより、世界中のMacintoshコンピュータが混乱に陥った。
ウイルスの発生源は、2月14日にウェールズのクラリス社の社員によって初めて特定され、スタンフォード大学を経由して、最終的にコーネル大学のメインフレームの一つにまで辿られた。コーネル大学のアクセスログによれば、アップロードはピルグリムが勤務していた時間帯にラボ内の複数のコンピュータから行われていた。ソーロスは、大陪審での証言と引き換えに、ピルグリム、ジョンソン、ブルメンタールに対する訴追を免除された。ピルグリムとブルメンタールは逮捕され、第二級コンピュータ不正操作の軽罪であるクラスA違反で起訴された。連邦捜査局（FBI）は連邦法による追加起訴の可能性を調査したが、それ以上の起訴はなされなかった。懲戒処分を受けた後、関与した4人はいずれもコーネル大学に残らなかった。
1992年9月、ピルグリムとブルメンタールは有罪を認め、520時間の社会奉仕活動、押収されたコンピュータ機器の没収、及びコーネル大学その他の被害者に対する約2,500ドルの賠償金の支払いを命じられた。ジョンソンはより軽い罪に対して有罪を認め、450時間の社会奉仕活動を命じられた。

## 書籍および記事

### 『Dive into Python』
ピルグリムの著書『Dive into Python』は、Pythonにおけるプログラミングのパラダイムおよび現代的なソフトウェア開発技法を、実例を通じて学ばせる形式の指南書である。本書はプログラミングに関するある程度の予備知識を前提としているが、Pythonの経験は必要はない。初版は2004年に出版され（ISBN 1-59059-356-1）、2009年の第2版（ISBN 9781430224150）はPython 3に対応している。両版とも印刷物としてだけでなくオンラインでも入手可能である。
本書の大部分は、注釈や解説文が添えられたサンプルプログラムで構成されており、それらのサンプルをどのように応用して新しい目的に適応させるかについて述べている。初期の例として、ディレクトリ内のMP3ファイルを読み取り、アーティスト名やアルバム名などのヘッダー情報を一覧表示するプログラムが紹介されている。その他に取り上げられている話題としては、オブジェクト指向プログラミング、ドキュメンテーション、単体テスト、HTMLおよびXMLのアクセスおよびパースがある。

### その他の著作
- Pilgrim, Mark (2005). Greasemonkey Hacks: Tips & Tools for Remixing the Web with Firefox. O'Reilly. ISBN 978-0596101657
- 『Dive into Accessibility』 ― ウェブデザイナー向けのウェブアクセシビリティに関する書籍
- 『Dive into Greasemonkey』 ― Greasemonkeyに関する無料の書籍[14]
- 『Dive into HTML 5』 ― HTML5に関する無料の書籍
- Pilgrim, Mark (2010). HTML5: Up and Running. O'Reilly. ISBN 978-0596806026

ピルグリムはまた、オライリー社のXML.comにて月刊コラム『Dive into XML』を執筆していた。

## オープンソース活動
ピルグリムは以下を含む多数のオープンソースプロジェクトに貢献している。
- Feed Validator
- Universal Feed Parser
- Google Doctype

ピルグリムはクリエイティブ・コモンズライセンスの批判者でもあり、同ライセンスがオープンソースソフトウェアのライセンス環境を不必要に複雑化させていると考えている。

## インターネット上からの「消失」
2011年10月4日以降、マーク・ピルグリムの各種ウェブサイト（diveintomark.org、Dive into HTML5、Dive into Accessibility、Dive into Greasemonkey、Dive into Pythonなど）はHTTPステータス410 Goneを返すようになった。また彼はTwitter、Reddit、Google+、GitHubのアカウントも削除した。2011年10月5日、ジェイソン・スコットは、ピルグリム本人が「生存しており、警察を呼ばれたことに苛立っている」とツイートした。この出来事について『エコノミスト』の執筆者は、ピルグリムの安否を気遣う声が「しばしば冷淡と揶揄されるインターネットが、実はそうではない」ことを示したと述べている。
ピルグリムの2011年10月の行動およびwhy the lucky stiffによる2009年8月の類似の消失は、いずれも「infosuicide」と呼ばれている。
この出来事は、ピルグリムが2004年におこなったブログからの一時離脱を想起させるものであり、その期間はおよそ18ヶ月に及んだ。2004年には、彼はコンテンツを削除するのではなく、「Every Exit」という短い投稿を掲載し、そこで「新しい趣味を見つける時だ。できればアングルブラケットもコンピュータも電気も関係ないやつを」と述べた。